# Resolució 1693 del Consell de Seguretat de les Nacions Unides
La Resolució 1693 del Consell de Seguretat de les Nacions Unides fou adoptada per unanimitat el 30 de juny de 2006. Després de recordar les resolucions anteriors relatives a la situació a la República Democràtica del Congo, en particular les resolucions 1565 (2004), 1592 (2005), 1596 (2005), 1621 (2005), 1628 (2005) i 1635 (2005) i 1671 (2006) el Consell va autoritzar l'augment temporal de la mida de la Missió de les Nacions Unides a la República Democràtica del Congo (MONUC) fins al 30 de setembre de 2006.

## Resolució

### Observacions
El Consell de Seguretat va subratllar la importància de les eleccions com a part de l'estabilitat a llarg termini i la pau a la República Democràtica del Congo. Va assenyalar les eleccions que havien tingut lloc per a l'Assemblea Nacional i va retre homenatge als països donants que havien assistit en aquest procés
Mentrestant, calia la reforma del sector de la seguretat i preocupaven les hostilitats entre milicians i grups estrangers a l'est del país. La conjuntura va continuar constituint una amenaça per a la pau i la seguretat internacionals a la regió.

### Actes
Actuant sota el Capítol VII de la Carta de les Nacions Unides, el Consell de Seguretat va ampliar l'augment de personal militar i civil durant tres mesos fins al 30 de setembre de 2006 i va reiterar la temporalitat de l'augment i expressant la seva voluntat de reduir la mida quan la seva presència ja no fos necessària.
Mentrestant, la resolució recordava a la República Democràtica del Congo la importància d'unes eleccions lliures i justes i que s'abstingués d'incitació a l'odi i la violència. La MONUC va poder assistir a les autoritats congoleses i la missió EUSEC de la Unió Europea al país.